# Прапор Станиці Луганської
Пра́пор Станиці Луганської — офіційний символ смт. Станиці Луганської Луганської області. Прапор Станиці Луганської було затверджено рішенням селищної ради.

## Опис
Складається з двокольорового полотнища блакитного та червоного кольору з жовтою каймою. В середині полотнища розміщений малий герб Станиці Луганської.